# 東京怪奇酒
『東京怪奇酒』（とうきょうかいきざけ）は、清野とおるによる日本のコミックエッセイ。2020年1月31日にKADOKAWAから刊行された。著者の清野が知人や友人から聞いた怪談話の場所を実際に訪れて飲酒した体験を描く。

## 収録作品
| # | 作品名               |
| - | -------------------- |
| 1 | 恐怖の303号室        |
| 2 | 奇妙な空地           |
| 3 | 霊穴アパート         |
| 4 | 幻の大仏             |
| 5 | 事故物件夫婦         |
| 6 | 幽霊スタジオと陰陽師 |

## 書誌情報
- 清野とおる 『東京怪奇酒』、KADOKAWA、2020年1月31日発売、ISBN 978-4-04-064519-3[1]

## テレビドラマ
2021年2月20日（19日深夜）から3月27日（26日深夜）までの土曜 0時52分 - 1時23分（金曜深夜）にテレビ東京深夜ドラマ枠『ドラマ25』で放送。全6話。主演は杉野遥亮。杉野は同枠ドラマ『直ちゃんは小学三年生』と2作連続での主演となる（1月クールを同一主演・制作陣で2つの企画に分割）。清野原作のテレ東ドラマは『山田孝之の東京都北区赤羽』『その「おこだわり」、私にもくれよ!!』に続く3作目となるが、過去の2作同様、進行役は俳優が実名で担当する。

### キャスト
- 杉野遥亮
- 清野とおる
- 岡山天音（第3話 - 第6話）
- ボルサリーノ関 - ミニコーナー「本日の開運飯」のレギュラー

#### ゲスト
第1話
- チャンス大城
- マネージャー加藤 - 金子鈴幸（第6話）

第2話
- 吉田悠軌
- ペットショップ店員 - 太田信吾

第3話
- 松原タニシ

第4話
- オカモトショウ（OKAMOTO'S）
- R-指定（Creepy Nuts）

第5話
- ぁみ（ありがとう）
- シークエンスはやとも
- ヤースー（スマイルシーサー）

第6話
- 大島てる
- 三上丈晴（雑誌『ムー』編集長）

### スタッフ
- 原作 - 清野とおる 『東京怪奇酒』（KADOKAWA刊）
- 監督 - 太田勇（テレビ東京）、広瀬陽一、山口将幸
- 脚本 - 山田能龍、辻健一、福田晶平、太田勇（テレビ東京）
- 音楽 - 遠藤浩二
- オープニングテーマ - さユり『かみさま』（ソニー・ミュージックレーベルズ）
- エンディングテーマ - OKAMOTO'S 『Complication』（ソニー・ミュージックレーベルズ）
- プロデューサー - 太田勇、青野華生子（テレビ東京）、向井達矢（ラインバック）
- 制作 - テレビ東京

### 放送日程
| 放送回 | 放送日  | サブタイトル                       | 監督     | 脚本            |
| ------ | ------- | ---------------------------------- | -------- | --------------- |
| 第1話  | 2月20日 | 白い服を着た幽霊のいる霊穴アパート | 太田勇   | 山田能龍 太田勇 |
| 第2話  | 2月27日 | 可愛い声が聞こえる猫塚             | 太田勇   | 福田晶平        |
| 第3話  | 3月06日 | 醜態と哀愁が渦巻く事故物件         | 広瀬陽一 | 辻健一          |
| 第4話  | 3月13日 | 不穏なノートがある、ラブホテル     | 山口将幸 | 福田晶平        |
| 第5話  | 3月20日 | 霊が密集するお笑い劇場             | 広瀬陽一 | 辻健一          |
| 最終話 | 3月27日 | 大島てるオススメ 事故物件の聖地    | 太田勇   | 山田能龍 太田勇 |

### 放送局
| 放送期間                                        | 放送日時                                                  | 放送局         | 対象地域   | 備考                     |
| ----------------------------------------------- | --------------------------------------------------------- | -------------- | ---------- | ------------------------ |
| 2021年2月20日 - 3月27日                         | 土曜 0:52 - 1:23（金曜深夜）                              | テレビ東京     | 関東広域圏 | 製作局                   |
| 2021年2月20日 - 3月27日                         | 土曜 0:52 - 1:23（金曜深夜）                              | テレビ大阪     | 大阪府     |                          |
| 2021年2月20日 - 3月27日                         | 土曜 0:52 - 1:23（金曜深夜）                              | テレビ北海道   | 北海道     |                          |
| 2021年2月20日 - 3月27日                         | 土曜 0:52 - 1:23（金曜深夜）                              | TVQ九州放送    | 福岡県     |                          |
| 2021年3月10日 - 3月31日 2021年4月16日 - 4月23日 | 水曜 1:00 - 1:30（火曜深夜） 木曜 1:00 - 1:30（水曜深夜） | テレビ愛知     | 愛知県     |                          |
| 2021年5月20日 - 6月24日                         | 木曜 0:00 - 0:30（水曜深夜）                              | BSテレ東（2K） | 全国       |                          |
| 2021年5月20日 - 6月24日                         | 木曜 0:00 - 0:30（水曜深夜）                              | BSテレ東4K     | 全国       | 4Kアップコンバートで放送 |

| テレビ東京系 ドラマ25                           | テレビ東京系 ドラマ25                  | テレビ東京系 ドラマ25                         |
| 前番組                                          | 番組名                                 | 次番組                                        |
| ----------------------------------------------- | -------------------------------------- | --------------------------------------------- |
| 直ちゃんは小学三年生 （2021年1月9日 - 2月13日） | 東京怪奇酒 （2021年2月20日 - 3月27日） | ソロ活女子のススメ （2021年4月3日 - 6月19日） |